# Grasski-Weltcup 2005
Der Grasski-Weltcup 2005 begann am 18. Juni in L’Aquila und endete am 17. Juli in Forni di Sopra. Bei Damen und Herren wurden jeweils zwei Slaloms, ein Riesenslalom, zwei Super-Gs und eine Kombination ausgetragen. Die drei für August geplanten Rennen in Sattel (Kombination und zwei Slaloms) mussten abgesagt werden. Höhepunkt der Saison war die Grasski-Weltmeisterschaft, die vom 7. bis 9. September im iranischen Dizin stattfand.

## Gesamtwertung
- WC = Weltcuppunkte
- Bonus = Bonuspunkte aus FIS-Rennen
- Gesamt = Gesamtpunkte

| Rang | Name                 | Land       | WC  | Bonus | Gesamt |
| ---- | -------------------- | ---------- | --- | ----- | ------ |
| 01   | Jan Němec            | Tschechien | 415 | 400   | 815    |
| 02   | Stefano Sartori      | Italien    | 392 | 107   | 499    |
| 03   | Edoardo Frau         | Italien    | 300 | 150   | 450    |
| 04   | Michael Stocker      | Österreich | 237 | 146   | 383    |
| 05   | Stefan Portmann      | Schweiz    | 236 | 138   | 374    |
| 06   | Riccardo Lorenzone   | Italien    | 306 | 050   | 356    |
| 07   | Jindřich Jež         | Tschechien | 159 | 184   | 343    |
| 08   | Jiří Russwurm        | Tschechien | 225 | 053   | 278    |
| 09   | Pietro Guerini       | Italien    | 191 | 068   | 259    |
| 10   | Lorenzo Gritti       | Italien    | 173 | 084   | 257    |
| 11   | Fausto Cerentin      | Italien    | 185 | 060   | 245    |
| 12   | Aleš Mlíčka          | Tschechien | 137 | 046   | 183    |
| 13   | Domenic Senn         | Schweiz    | 082 | 094   | 176    |
| 14   | Peter Paukovits      | Österreich | 091 | 066   | 157    |
| 15   | Jan Gardavský        | Tschechien | 073 | 049   | 122    |
| 15   | Michal Klimeš        | Tschechien | 022 | 100   | 122    |
| 17   | Stefano Strazzabosco | Italien    | 096 | 014   | 110    |
| 18   | Martin Štěpánek      | Tschechien | 050 | 054   | 104    |
| 19   | Alessandro Rinaldi   | Italien    | 091 | 009   | 100    |
| 19   | Marco Colombin       | Italien    | 071 | 029   | 100    |

| Rang                                 | Name                  | Land        | WC  | Bonus | Gesamt |
| ------------------------------------ | --------------------- | ----------- | --- | ----- | ------ |
| 01                                   | Ingrid Hirschhofer    | Österreich  | 222 | 351   | 573    |
| 02                                   | Ilaria Sommavilla     | Italien     | 176 | 205   | 381    |
| 03                                   | Nadja Vogel           | Schweiz     | 116 | 247   | 363    |
| 04                                   | Petra Mlejnková       | Tschechien  | 161 | 096   | 257    |
| 05                                   | Kateřina Němcová      | Tschechien  | 167 | 079   | 246    |
| 06                                   | Zuzana Gardavská      | Tschechien  | 129 | 086   | 215    |
| 07                                   | Antonella Manzoni     | Italien     | 060 | 132   | 192    |
| 08                                   | Anna-Lena Büdenbender | Deutschland | 061 | 124   | 185    |
| 09                                   | Veronika Sustrová     | Tschechien  | 057 | 121   | 178    |
| 10                                   | Glenda Adami          | Italien     | 044 | 075   | 119    |
| 11                                   | Giulia Stacul         | Italien     | 062 | 033   | 095    |
| 12                                   | Priska Krummenacher   | Schweiz     | 018 | 021   | 039    |
| 13                                   | Federica Tafuro       | Italien     | 005 | 026   | 031    |
| keine weiteren Läuferinnen klassiert |                       |             |     |       |        |

## Nationenwertung
(mit Bonuspunkten)
| Rang | Land        | Punkte |
| ---- | ----------- | ------ |
| 1    | Italien     | 3443   |
| 2    | Tschechien  | 3020   |
| 3    | Schweiz     | 1240   |
| 4    | Österreich  | 1165   |
| 5    | Deutschland | 0301   |

| Rang | Land        | Punkte |
| ---- | ----------- | ------ |
| 1    | Italien     | 2625   |
| 2    | Tschechien  | 2124   |
| 3    | Schweiz     | 0838   |
| 4    | Österreich  | 0592   |
| 5    | Deutschland | 0116   |

| Rang | Land        | Punkte |
| ---- | ----------- | ------ |
| 1    | Tschechien  | 896    |
| 2    | Italien     | 818    |
| 3    | Österreich  | 573    |
| 4    | Schweiz     | 402    |
| 5    | Deutschland | 185    |

## Disziplinenwertungen
(ohne Bonuspunkte)

### Slalom
| Rang | Name               | Land       | Punkte |
| ---- | ------------------ | ---------- | ------ |
| 1    | Jan Němec          | Tschechien | 200    |
| 2    | Stefano Sartori    | Italien    | 160    |
| 3    | Riccardo Lorenzone | Italien    | 110    |
| 4    | Michael Stocker    | Österreich | 105    |
| 5    | Edoardo Frau       | Italien    | 095    |
| 6    | Lorenzo Gritti     | Italien    | 080    |
| 7    | Pietro Guerini     | Italien    | 068    |
| 8    | Stefan Portmann    | Schweiz    | 062    |
| 9    | Aleš Mlíčka        | Tschechien | 049    |
| 10   | Alessandro Rinaldi | Italien    | 040    |
| 10   | Fabrizio Rottigni  | Italien    | 040    |

| Rang | Name               | Land       | Punkte |
| ---- | ------------------ | ---------- | ------ |
| 1    | Ingrid Hirschhofer | Österreich | 100    |
| 2    | Antonella Manzoni  | Italien    | 060    |
| 3    | Zuzana Gardavská   | Tschechien | 056    |
| 4    | Petra Mlejnková    | Tschechien | 050    |
| 5    | Nadja Vogel        | Schweiz    | 040    |
| 6    | Ilaria Sommavilla  | Italien    | 036    |
| 7    | Kateřina Němcová   | Tschechien | 032    |
| 8    | Veronika Sustrová  | Tschechien | 022    |
| 9    | Giulia Stacul      | Italien    | 016    |
| 10   | Glenda Adami       | Italien    | 008    |

### Riesenslalom
| Rang | Name               | Land       | Punkte |
| ---- | ------------------ | ---------- | ------ |
| 1    | Jan Němec          | Tschechien | 100    |
| 2    | Jiří Russwurm      | Tschechien | 080    |
| 3    | Edoardo Frau       | Italien    | 060    |
| 4    | Stefano Sartori    | Italien    | 050    |
| 5    | Fausto Cerentin    | Italien    | 045    |
| 6    | Riccardo Lorenzone | Italien    | 040    |
| 7    | Michael Stocker    | Österreich | 036    |
| 8    | Pietro Guerini     | Italien    | 032    |
| 9    | Stefan Portmann    | Schweiz    | 029    |
| 10   | Aleš Mlíčka        | Tschechien | 026    |

| Rang | Name                  | Land        | Punkte |
| ---- | --------------------- | ----------- | ------ |
| 1    | Ingrid Hirschhofer    | Österreich  | 50     |
| 2    | Ilaria Sommavilla     | Italien     | 40     |
| 3    | Kateřina Němcová      | Tschechien  | 30     |
| 4    | Anna-Lena Büdenbender | Deutschland | 25     |
| 5    | Nadja Vogel           | Schweiz     | 20     |
| 6    | Petra Mlejnková       | Tschechien  | 16     |
| 7    | Glenda Adami          | Italien     | 12     |
| 8    | Giulia Stacul         | Italien     | 10     |
| 9    | Zuzana Gardavská      | Tschechien  | 08     |
| 10   | Veronika Sustrová     | Tschechien  | 06     |

### Super-G
| Rang | Name               | Land       | Punkte |
| ---- | ------------------ | ---------- | ------ |
| 1    | Jiří Russwurm      | Tschechien | 145    |
| 2    | Fausto Cerentin    | Italien    | 140    |
| 3    | Jindřich Jež       | Tschechien | 112    |
| 4    | Jan Němec          | Tschechien | 100    |
| 4    | Stefan Portmann    | Schweiz    | 100    |
| 6    | Edoardo Frau       | Italien    | 085    |
| 7    | Stefano Sartori    | Italien    | 082    |
| 8    | Riccardo Lorenzone | Italien    | 076    |
| 9    | Pietro Guerini     | Italien    | 055    |
| 10   | Lorenzo Gritti     | Italien    | 053    |

| Rang | Name                  | Land        | Punkte |
| ---- | --------------------- | ----------- | ------ |
| 1    | Ilaria Sommavilla     | Italien     | 70     |
| 2    | Kateřina Němcová      | Tschechien  | 65     |
| 3    | Ingrid Hirschhofer    | Österreich  | 56     |
| 3    | Nadja Vogel           | Schweiz     | 56     |
| 5    | Petra Mlejnková       | Tschechien  | 45     |
| 6    | Zuzana Gardavská      | Tschechien  | 40     |
| 7    | Anna-Lena Büdenbender | Deutschland | 36     |
| 8    | Glenda Adami          | Italien     | 24     |
| 9    | Priska Krummenacher   | Schweiz     | 18     |
| 10   | Veronika Sustrová     | Tschechien  | 17     |

### Kombination
| Rang | Name                 | Land       | Punkte |
| ---- | -------------------- | ---------- | ------ |
| 1    | Stefano Sartori      | Italien    | 100    |
| 2    | Riccardo Lorenzone   | Italien    | 080    |
| 3    | Edoardo Frau         | Italien    | 060    |
| 4    | Michael Stocker      | Österreich | 050    |
| 5    | Stefan Portmann      | Schweiz    | 045    |
| 6    | Lorenzo Gritti       | Italien    | 040    |
| 7    | Pietro Guerini       | Italien    | 036    |
| 8    | Aleš Mlíčka          | Tschechien | 032    |
| 9    | Peter Paukovits      | Österreich | 029    |
| 10   | Stefano Strazzabosco | Italien    | 026    |

| Rang                                 | Name               | Land       | Punkte |
| ------------------------------------ | ------------------ | ---------- | ------ |
| 1                                    | Petra Mlejnková    | Tschechien | 50     |
| 2                                    | Kateřina Němcová   | Tschechien | 40     |
| 3                                    | Ilaria Sommavilla  | Italien    | 30     |
| 4                                    | Zuzana Gardavská   | Tschechien | 25     |
| 5                                    | Giulia Stacul      | Italien    | 20     |
| 6                                    | Ingrid Hirschhofer | Österreich | 16     |
| 7                                    | Veronika Sustrová  | Tschechien | 12     |
| keine weiteren Läuferinnen klassiert |                    |            |        |

## Podestplatzierungen Herren
Disziplinen: C = Kombination, GS = Riesenslalom, SG = Super-G, SL = Slalom
| Datum      | Ort                  | Disziplin | 1. Platz        | 2. Platz           | 3. Platz           |
| ---------- | -------------------- | --------- | --------------- | ------------------ | ------------------ |
| 18.06.2005 | L’Aquila (ITA)       | SL        | Jan Němec       | Stefano Sartori    | Michael Stocker    |
| 19.06.2005 | L’Aquila (ITA)       | SL        | Jan Němec       | Stefano Sartori    | Riccardo Lorenzone |
| 16.07.2005 | Forni di Sopra (ITA) | GS        | Jan Němec       | Jiří Russwurm      | Edoardo Frau       |
| 17.07.2005 | Forni di Sopra (ITA) | SG        | Jiří Russwurm   | Jindřich Jež       | Fausto Cerentin    |
| 17.07.2005 | Forni di Sopra (ITA) | SG        | Jan Němec       | Fausto Cerentin    | Stefan Portmann    |
| 17.07.2005 | Forni di Sopra (ITA) | C         | Stefano Sartori | Riccardo Lorenzone | Edoardo Frau       |

## Podestplatzierungen Damen
Disziplinen: C = Kombination, GS = Riesenslalom, SG = Super-G, SL = Slalom
| Datum      | Ort                  | Disziplin | 1. Platz           | 2. Platz          | 3. Platz          |
| ---------- | -------------------- | --------- | ------------------ | ----------------- | ----------------- |
| 18.06.2005 | L’Aquila (ITA)       | SL        | Ingrid Hirschhofer | Nadja Vogel       | Antonella Manzoni |
| 19.06.2005 | L’Aquila (ITA)       | SL        | Ingrid Hirschhofer | Zuzana Gardavská  | Antonella Manzoni |
| 16.07.2005 | Forni di Sopra (ITA) | GS        | Ingrid Hirschhofer | Ilaria Sommavilla | Kateřina Němcová  |
| 17.07.2005 | Forni di Sopra (ITA) | SG        | Nadja Vogel        | Kateřina Němcová  | Ilaria Sommavilla |
| 17.07.2005 | Forni di Sopra (ITA) | SG        | Ingrid Hirschhofer | Ilaria Sommavilla | Zuzana Gardavská  |
| 17.07.2005 | Forni di Sopra (ITA) | C         | Petra Mlejnková    | Kateřina Němcová  | Ilaria Sommavilla |